# Tryphon debilis
Tryphon debilis là một loài tò vò trong họ Ichneumonidae.